# Lunula (malacologia)
In malacologia la lunula è una fossetta situata poco sopra l'umbone, divisa in due dalla cerniera che sta tra le due valve della conchiglia.